# السعودية في الألعاب الأولمبية الصيفية 2008
شاركت السعودية في الألعاب الأولمبية الصيفية 2008 في بكين، الصين. وكحال سابق الدورات، مُثّلت السعودية برياضيّين ذكور فقط. وضغطت اللجنة الأولمبية الدولية على اللجنة الأولمبية السعودية لإشراك السيدات في الألعاب الأولمبية الصيفية 2012. شاركت السعودية في أربع رياضات؛ ألعاب القوى والرماية والسباحة والفروسية.

## ألعاب القوى
| الرياضيّ         | الحدث          | الدور التمهيدي | الدور التمهيدي | نصف النهائي | نصف النهائي | النهائي  | النهائي  |
| الرياضيّ         | الحدث          | النتيجة        | الترتيب        | النتيجة     | الترتيب     | النتيجة  | الترتيب  |
| --------------- | -------------- | -------------- | -------------- | ----------- | ----------- | -------- | -------- |
| مخلد العتيبي    | 5000 متر عدو   | 13:47.00       | 6              | —           | —           | لم يتأهل | لم يتأهل |
| محمد الصالحي    | 800 متر عدو    | 1:47.02        | 2 ت            | 1:47.14     | 6           | لم يتأهل | لم يتأهل |
| محمد شاوين      | 1500 متر عدو   | 3:45.82        | 10             | لم يتأهل    | لم يتأهل    | لم يتأهل | لم يتأهل |
| علي أحمد العمري | 3000 متر حواجز | 9:09.73        | 13             | —           | —           | لم يتأهل | لم يتأهل |

| الرياضي       | الحدث        | الدور التمهيدي | الدور التمهيدي | النهائي  | النهائي  |
| الرياضي       | الحدث        | المسافة        | الترتيب        | المسافة  | الترتيب  |
| ------------- | ------------ | -------------- | -------------- | -------- | -------- |
| سلطان الداودي | رمي القرص    | 56.29          | 34             | لم يتأهل | لم يتأهل |
| محمد الخويلدي | الوثب العالي | 7.93           | 14             | لم يتأهل | لم يتأهل |
| حسين السبع    | الوثب العالي | 8.04           | 8 ت            | 7.80     | 11       |
| سلطان الحبشي  | دفع الثقل    | 19.51          | 27             | لم يتأهل | لم يتأهل |

## الفروسية

### الوثب الاستعراضي
| الرياضيّ                                                 | الحدث | التصفيات      | التصفيات      | التصفيات       | التصفيات       | التصفيات       | التصفيات       | التصفيات       | التصفيات       | النهائي       | النهائي       | النهائي        | النهائي        | النهائي        | النتيجة | النتيجة |
| الرياضيّ                                                 | الحدث | الجولة الأولى | الجولة الأولى | الجولة الثانية | الجولة الثانية | الجولة الثانية | الجولة الثالثة | الجولة الثالثة | الجولة الثالثة | الجولة الأولى | الجولة الأولى | الجولة الثانية | الجولة الثانية | الجولة الثانية | النتيجة | النتيجة |
| الرياضيّ                                                 | الحدث | الأخطاء       | الترتيب       | الأخطاء        | المجموع        | الترتيب        | الأخطاء        | المجموع        | الترتيب        | الأخطاء       | الترتيب       | الأخطاء        | المجموع        | الترتيب        | الأخطاء | الترتيب |
| ------------------------------------------------------- | ----- | ------------- | ------------- | -------------- | -------------- | -------------- | -------------- | -------------- | -------------- | ------------- | ------------- | -------------- | -------------- | -------------- | ------- | ------- |
| رمزي الدهامي                                            | فردي  | 2             | 28            | 5              | 7              | 15 ت           | 9              | 16             | 18 ت           | 8             | 23            | لم يتأهل       | لم يتأهل       | لم يتأهل       | 8       | 23      |
| عبد الله آل سعود                                        | فردي  | 10            | 56            | 30             | 40             | 60             | لم يتأهل       | لم يتأهل       | لم يتأهل       | لم يتأهل      | لم يتأهل      | لم يتأهل       | لم يتأهل       | لم يتأهل       | 40      | 60      |
| فيصل الشعلان                                            | فردي  | 11            | 61            | 16             | 29             | 58             | لم يتأهل       | لم يتأهل       | لم يتأهل       | لم يتأهل      | لم يتأهل      | لم يتأهل       | لم يتأهل       | لم يتأهل       | 29      | 58      |
| كمال باحمدان                                            | فردي  | 11            | 61            | 12             | 26             | 54             | لم يتأهل       | لم يتأهل       | لم يتأهل       | لم يتأهل      | لم يتأهل      | لم يتأهل       | لم يتأهل       | لم يتأهل       | 26      | 54      |
| رمزي الدهامي عبد الله آل سعود فيصل الشعلان كمال باحمدان | فرق   | —             | —             | —              | —              | —              | —              | —              | —              | 38            | 13            | لم يتأهل       | لم يتأهل       | لم يتأهل       | 38      | 13      |

## الرماية
| الرياضيّ      | الحدث | التصفيات | التصفيات | النهائي  | النهائي  |
| الرياضيّ      | الحدث | النقاط   | الترتيب  | النقاط   | الترتيب  |
| ------------ | ----- | -------- | -------- | -------- | -------- |
| سعيد المطيري | سكيت  | 104      | 39       | لم يتأهل | لم يتأهل |

## السباحة
| الرياضيّ    | الحدث         | التصفيات | التصفيات | نصف النهائي | نصف النهائي | النهائي  | النهائي  |
| الرياضيّ    | الحدث         | النتيجة  | الترتيب  | النتيجة     | الترتيب     | النتيجة  | الترتيب  |
| ---------- | ------------- | -------- | -------- | ----------- | ----------- | -------- | -------- |
| بدر المهنا | 100 متر فراشة | 55.59    | 61       | لم يتأهل    | لم يتأهل    | لم يتأهل | لم يتأهل |